# 伯勒爾鎮區 (愛荷華州第開特縣)
伯勒爾鎮區（英語：Burrell Township）是位於美國愛荷華州第開特縣的一個行政鎮區。

## 地方資料
根據2010年美國人口普查的數據，伯勒爾鎮區的面積為92.72平方千米，當中陸地面積為92.42平方千米，而水域面積為0.30平方千米。當地共有人口354人，而人口密度為每平方千米3.82人。